# NGC 3646
NGC 3646 est une vaste galaxie spirale située dans la constellation du Lion. NGC 3646 a été découverte par l'astronome germano-britannique William Herschel en 1784.

## Caractéristiques

### Distance
Sa vitesse par rapport au fond diffus cosmologique est de 4 576 ± 23 km/s, ce qui correspond à une distance de Hubble de 67,5 ± 4,7 Mpc (∼220 millions d'al).
À ce jour, 14 mesures non basées sur le décalage vers le rouge (redshift) donnent une distance de 56,986 ± 5,941 Mpc (∼186 millions d'al), ce qui est à l'extérieur des valeurs de la distance de Hubble. Notons cependant que c'est avec la valeur moyenne des mesures indépendantes, lorsqu'elles existent, que la base de données NASA/IPAC calcule le diamètre d'une galaxie et qu'en conséquence le diamètre de NGC 3646 pourrait être d'environ 76,4 kpc (∼249 000 al) si on utilisait la distance de Hubble pour le calculer.
La classe de luminosité de NGC 3646 est II-III et elle présente une large raie HI. Elle présente également un anneau externe très brillant comme on peut le voir sur l'image provenant des données de l'étude SDSS.

## Morphologie
NGC 3646 a été utilisée par Gérard de Vaucouleurs comme une galaxie de type morphologique (R')SA(rs)bc pec dans son atlas des galaxies,.
Eskridge, Frogel et Pogge ont publié un article en 2002 décrivant la morphologie de 205 galaxies spirales ou lenticulaires rapprochées. Les observations ont été réalisées dans la bande H de l'infrarouge et dans la bande B (le bleu). Selon Eskridge et ses collègues, NGC 3646 est de type (R)Sb dans la bande B et SABab pec dans la bande H. Le noyau ponctuel de NGC 3646 est encastré dans un petit bulbe très aplati. Le disque intérieur qui entoure le bulbe est asymétrique, étant plus étendu vers le nord-ouest que vers le sud-est. Le côté du disque situé au nord-ouest présente quelques nœuds. Le motif spiralé de NGC 3646 est très étrange. Un des bras émerge de l'extrémité sud-est du disque intérieur et tourne dans le sens inverse des aiguilles d'une montre, alors que celui émergeant du côté nord-ouest de ce disque tourne dans le sens contraire. Ces deux bras semblent fusionner sur le côté sud-ouest de la galaxie, se rejoignant en un point. La structure du bras situé sur le côté ouest est très bien définie. Il présente une forte brillance de surface avec de nombreux nœuds brillants. Du côté est, les bras sont diffus et inégaux, avec moins de nœuds. Sur le côté ouest, il y a un disque extérieur de faible brillance de surface. Le consultant de cet ouvrage, en accord avec les auteurs, suggère qu'il peut s'agir d'un exemple d'une galaxie avec des bras avant et arrière visibles.

## Supernova
Deux supernovas ont été découvertes dans NGC 3646, SN 1989N et SN 1999cd.

### SN 1989N
La supernova 1989N a été découverte le 30 juin 1989 par Celina Mikolajczak, Eleanor Francis Helin, B. Roman et A. Mejia à l'aide d'un télescope Schmidt de 46 cm. Cette supernova était de type II.

### SN 1999cd
La supernova 1999cd a été découverte le 14 mai 1999 par M. Papenkova et W.D Li de l'université de Californie à Berkeley à l'aide du télescope robotisé KAIT (Katzman Automatic Imaging Telescope). Cette supernova était de type II.

## Paire de galaxies
Les galaxies NGC 3646 et NGC 3649 forment une paire de galaxies.